# 伊普
伊普（葡萄牙語：Ipu）是巴西塞阿拉州的一个市镇。总面积630.468平方公里，总人口38902人，人口密度61.7人/平方公里。